# Amarminoen
Amarminoen er en ca. 27 kilometer lang vandre- og cykelrute på Amager, der blev indviet i 2020.
Amarminoen strækker sig fra DR Byen i nord, over Sydvestpynten i syd og hele vejen til Dragør Fort i øst. Ruten er afmærket med dråbeformede piktogrammer og pile i turkisfarve.
Amarminoen går gennem varieret natur. På ruten kommer man forbi kyststrækninger, åbne vidder og skove.
Der er ingen rigtig retning at gå Amarminoen, da man kan starte i begge ender af ruten. Amarminoen kan gås i ét stræk eller den kan deles op i kortere ruter.

## Navnet Amarminoen
Amarminoens navn er en pendant til verdens længste pilgrimsrute Caminoen med sin sammenskrivning af "amar" og "minoen"
Amarminoen svarer med sine ca. 27 kilometer nogenlunde til en dagsmarch på den originale Camino. En dagsmarch tager 5 til 6 timer alt efter ens tempo og antallet af pauser.